# Pierrepont-sur-Avre

Pierrepont-sur-Avre este o comună în departamentul Somme, Franța. În 1 ianuarie 2018 avea o populație de 671 de locuitori.